# Khams Djouamaa
Khams Djouamaa (în arabă خامس بوجمعة) este o comună din provincia Médéa, Algeria.
Populația comunei este de 10.291 de locuitori (2008).